# مدینا (ویرجینیای غربی)
مدینا (به انگلیسی: Medina) یک منطقهٔ مسکونی در ایالات متحده آمریکا است که در شهرستان جکسون، ویرجینیای غربی واقع شده‌است. مدینا ۱۹۶٫۹ متر بالاتر از سطح دریا واقع شده‌است.